# Barbara Jane Harrison
Pour les articles homonymes, voir Harrison.
Barbara Jane Harrison, née le 24 mai 1945 à Bradford et 8 avril 1968 à l'aéroport de Londres-Heathrow, mieux connue sous le nom de Jane Harrison, est une hôtesse de l'air britannique.
Elle trouve la mort lors du drame du vol 712 BOAC.
Elle est l'une des quatre femmes à avoir reçu la croix de George pour héroïsme et la seule des quatre à l'avoir obtenu en temps de paix — les trois autres femmes récipiendaires de la Croix de Georges ont travaillé pour le Special Operations Executive (SOE) dans la France occupée au cours de la Seconde Guerre mondiale.